# Batalion Portowy WOP Gdynia
Batalion Portowy WOP Gdynia – specjalistyczny pododdział Wojsk Ochrony Pogranicza.

## Formowanie i zmiany organizacyjne
W lipcu 1949, w składzie 4 Brygady Ochrony Pogranicza, na bazie Morskiej GPK nr 21 sformowano samodzielny batalion kontroli granicznej w Gdyni-Porcie o etacie 94/2.
W 1950 został przeformowany w batalion portowy WOP Gdynia o etacie 094/7. Nadano mu jednocześnie numer JW 3052. W następnych latach ulegał kolejnym zmianom organizacyjnym . W marcu 1953 rozformowano istniejące kompanie i powołano na ich miejsce strażnice.
Latem 1956 w batalionie zlikwidowano sekcję tyłów. Sprawy gospodarcze podporządkowano bezpośrednio brygadzie.

## Struktura organizacyjna
samodzielny batalion kontroli granicznej:
- dowództwo i sztab
  - 1 kompania
  - 2 kompania
  - batalion portowy:
    - strażnice portowe 1–4

1954
- strażnice portowe 1–6 (ogólnoportowe)
- strażnica nr 7 (kontrola ruchu rybackiego).

## Dowódcy batalionu
- mjr Szczepan Haba (był 1.01.1955)[6].